# 哈恩 (姓氏)
哈恩（Hahn，de Haan）可以指：

## 人物
Hahn
- 奥托·哈恩（德語：Otto Hahn，1879年3月8日－1968年7月28日），德國放射化學家和物理學家。
- 漢斯·哈恩（德語：Hans Hahn，1879年9月27日－1934年7月24日），美國男導演、製片人和編劇。
- 凱薩琳·哈恩（英語：Kathryn Hahn，1973年7月23日－），美國女演員。
- 安德烈·哈恩（德語：André Hahn；1990年8月13日－），德國足球運動員。
- 雷纳尔多·哈恩（法語：Reynaldo Hahn，1874年8月9日－1947年1月28日），委内瑞拉-法国作曲家。
- 庫爾特·哈恩（德語：Kurt Hahn，1886年6月5日－1974年12月14日），德國猶太教育家。
- 阿奇·哈恩（英語：Charles Archibald Hahn，1880年9月14日－1955年1月21日），美国男子田径运动员。

de Haan
- 威廉·德·哈恩（荷蘭語：Wilhem de Haan；1801年2月7日－1855年4月15日），荷兰动物学家。

|  | 本页或本分段罗列了姓氏为「哈恩 (姓氏)」的人物。 如果是一个指代特定个人的内链将您引导到本页，請考慮修正該人物的名字以將链接指向正確的條目。 |